# Microchelifer sadiya
Microchelifer sadiya es una especie de arácnido del orden Pseudoscorpionida de la familia Cheliferidae.

## Distribución geográfica
Se encuentra en la India.